# Kunstrijden op de Olympische Winterspelen
De olympische sportdiscipline kunstrijden op de schaats stond in 1908 voor het eerst op het olympisch programma, en wel tijdens de Olympische Zomerspelen. Dit was ook op Zomerspelen in Antwerpen het geval. Sinds 1924 staat de sportdiscipline onafgebroken op het programma van de Olympische Winterspelen.
Samen met de olympische sportdisciplines langebaanschaatsen en shorttrack wordt het kunstrijden georganiseerd door de Internationale Schaatsunie (ISU) onder auspiciën van het Internationaal Olympisch Comité.

## Edities
| Spelen                     | Jaar | Gaststad / Gastland                                                           | Accommodatie                                                                  | Datum                                                                         | Landen                                                                        | Sporters                                                                      | Sporters                                                                      | Sporters                                                                      | Ond.                                                                          | Winnaar medaillespiegel                                                       |
| Spelen                     | Jaar | Gaststad / Gastland                                                           | Accommodatie                                                                  | Datum                                                                         | Landen                                                                        | Totaal                                                                        | M                                                                             | V                                                                             | Ond.                                                                          | Winnaar medaillespiegel                                                       |
| -------------------------- | ---- | ----------------------------------------------------------------------------- | ----------------------------------------------------------------------------- | ----------------------------------------------------------------------------- | ----------------------------------------------------------------------------- | ----------------------------------------------------------------------------- | ----------------------------------------------------------------------------- | ----------------------------------------------------------------------------- | ----------------------------------------------------------------------------- | ----------------------------------------------------------------------------- |
| XXV                        | 2026 | Milaan en Cortina d'Ampezzo, Italië                                           | Mediolanum Forum (in Assago)                                                  | 6–22 februari                                                                 |                                                                               |                                                                               |                                                                               |                                                                               | 5                                                                             |                                                                               |
| XXIV                       | 2022 | Peking, China                                                                 | Capital Indoor Stadium                                                        | 4–20 februari                                                                 | 32                                                                            | 148                                                                           | 74                                                                            | 74                                                                            | 5                                                                             | Russische ploeg                                                               |
| XXIII                      | 2018 | Pyeongchang, Zuid-Korea                                                       | Gangneung Ice Arena                                                           | 9–23 februari                                                                 | 32                                                                            | 152                                                                           | 76                                                                            | 76                                                                            | 5                                                                             | Canada                                                                        |
| XXII                       | 2014 | Sotsji, Rusland                                                               | IJsberg Schaatspaleis                                                         | 6–20 februari                                                                 | 30                                                                            | 149                                                                           | 75                                                                            | 74                                                                            | 5                                                                             | Rusland                                                                       |
| XXI                        | 2010 | Vancouver, Canada                                                             | Pacific Coliseum                                                              | 14–25 februari                                                                | 31                                                                            | 146                                                                           | 73                                                                            | 73                                                                            | 4                                                                             | China Verenigde Staten                                                        |
| XX                         | 2006 | Turijn, Italië                                                                | Torino Palavela                                                               | 11–23 februari                                                                | 35                                                                            | 147                                                                           | 74                                                                            | 73                                                                            | 4                                                                             | Rusland                                                                       |
| XIX                        | 2002 | Salt Lake City, Verenigde Staten                                              | Salt Lake Ice Center                                                          | 9–21 februari                                                                 | 31                                                                            | 143                                                                           | 72                                                                            | 71                                                                            | 4                                                                             | Rusland                                                                       |
| XVIII                      | 1998 | Nagano, Japan                                                                 | White Ring                                                                    | 8–20 februari                                                                 | 37                                                                            | 145                                                                           | 73                                                                            | 72                                                                            | 4                                                                             | Rusland                                                                       |
| XVII                       | 1994 | Lillehammer, Noorwegen                                                        | Hamar Olympic Amfi                                                            | 13–25 februari                                                                | 28                                                                            | 129                                                                           | 63                                                                            | 66                                                                            | 4                                                                             | Rusland                                                                       |
| XVI                        | 1992 | Albertville, Frankrijk                                                        | Halle Olympique                                                               | 9–21 februari                                                                 | 28                                                                            | 133                                                                           | 67                                                                            | 66                                                                            | 4                                                                             | Gezamenlijk team                                                              |
| XV                         | 1988 | Calgary, Canada                                                               | Olympic Saddledome Stampede Corral Father David Bauer Olympic Arena           | 14–27 februari                                                                | 26                                                                            | 129                                                                           | 62                                                                            | 66                                                                            | 4                                                                             | Sovjet-Unie                                                                   |
| XIV                        | 1984 | Sarajevo, Joegoslavië                                                         | Zetra Olympic Hall                                                            | 10–18 februari                                                                | 20                                                                            | 114                                                                           | 57                                                                            | 57                                                                            | 4                                                                             | Verenigde Staten                                                              |
| XIII                       | 1980 | Lake Placid, Verenigde Staten                                                 | Olympic Center                                                                | 16–23 februari                                                                | 20                                                                            | 84                                                                            | 40                                                                            | 44                                                                            | 4                                                                             | Sovjet-Unie                                                                   |
| XII                        | 1976 | Innsbruck, Oostenrijk                                                         | Olympiahalle                                                                  | 4–13 februari                                                                 | 18                                                                            | 105                                                                           | 52                                                                            | 52                                                                            | 4                                                                             | Sovjet-Unie                                                                   |
| XI                         | 1972 | Sapporo, Japan                                                                | Makomanai Ice Arena Mikaho Gymnasium                                          | 4–11 februari                                                                 | 18                                                                            | 67                                                                            | 32                                                                            | 35                                                                            | 3                                                                             | Sovjet-Unie                                                                   |
| X                          | 1968 | Grenoble, Frankrijk                                                           | Palais des Sports                                                             | 8–16 februari                                                                 | 17                                                                            | 96                                                                            | 45                                                                            | 50                                                                            | 3                                                                             | Sovjet-Unie Verenigde Staten                                                  |
| IX                         | 1964 | Innsbruck, Oostenrijk                                                         | Olympia-Eisstadion                                                            | 29 januari – 6 februari                                                       | 15                                                                            | 88                                                                            | 41                                                                            | 47                                                                            | 3                                                                             | Duitsland                                                                     |
| VIII                       | 1960 | Squaw Valley, Verenigde Staten                                                | Blyth Arena                                                                   | 19–26 februari                                                                | 14                                                                            | 71                                                                            | 32                                                                            | 39                                                                            | 3                                                                             | Verenigde Staten                                                              |
| VII                        | 1956 | Cortina d'Ampezzo, Italië                                                     | Stadio Olimpico del Ghiaccio                                                  | 29 januari – 2 februari                                                       | 15                                                                            | 59                                                                            | 27                                                                            | 32                                                                            | 3                                                                             | Verenigde Staten                                                              |
| VI                         | 1952 | Oslo, Noorwegen                                                               | Jordal Amfi Bislettstadion                                                    | 16–21 februari                                                                | 15                                                                            | 63                                                                            | 26                                                                            | 37                                                                            | 3                                                                             | Verenigde Staten                                                              |
| V                          | 1948 | Sankt Moritz, Zwitserland                                                     | Badrutts Park Kulm Eisbahn                                                    | 2–6 februari                                                                  | 12                                                                            | 64                                                                            | 27                                                                            | 37                                                                            | 3                                                                             | Canada                                                                        |
| -                          | 1944 | Toegekend aan Cortina d'Ampezzo, maar afgelast vanwege de Tweede Wereldoorlog | Toegekend aan Cortina d'Ampezzo, maar afgelast vanwege de Tweede Wereldoorlog | Toegekend aan Cortina d'Ampezzo, maar afgelast vanwege de Tweede Wereldoorlog | Toegekend aan Cortina d'Ampezzo, maar afgelast vanwege de Tweede Wereldoorlog | Toegekend aan Cortina d'Ampezzo, maar afgelast vanwege de Tweede Wereldoorlog | Toegekend aan Cortina d'Ampezzo, maar afgelast vanwege de Tweede Wereldoorlog | Toegekend aan Cortina d'Ampezzo, maar afgelast vanwege de Tweede Wereldoorlog | Toegekend aan Cortina d'Ampezzo, maar afgelast vanwege de Tweede Wereldoorlog | Toegekend aan Cortina d'Ampezzo, maar afgelast vanwege de Tweede Wereldoorlog |
| -                          | 1940 | Toegekend aan Sapporo, maar afgelast vanwege de Tweede Wereldoorlog           | Toegekend aan Sapporo, maar afgelast vanwege de Tweede Wereldoorlog           | Toegekend aan Sapporo, maar afgelast vanwege de Tweede Wereldoorlog           | Toegekend aan Sapporo, maar afgelast vanwege de Tweede Wereldoorlog           | Toegekend aan Sapporo, maar afgelast vanwege de Tweede Wereldoorlog           | Toegekend aan Sapporo, maar afgelast vanwege de Tweede Wereldoorlog           | Toegekend aan Sapporo, maar afgelast vanwege de Tweede Wereldoorlog           | Toegekend aan Sapporo, maar afgelast vanwege de Tweede Wereldoorlog           | Toegekend aan Sapporo, maar afgelast vanwege de Tweede Wereldoorlog           |
| IV                         | 1936 | Garmisch-Partenkirchen, Duitsland                                             | Olympia-Eissport-Zentrum                                                      | 9–15 februari                                                                 | 17                                                                            | 84                                                                            | 41                                                                            | 43                                                                            | 3                                                                             | Oostenrijk                                                                    |
| III                        | 1932 | Lake Placid, Verenigde Staten                                                 | Olympic Arena                                                                 | 8–12 februari                                                                 | 13                                                                            | 39                                                                            | 18                                                                            | 21                                                                            | 3                                                                             | Oostenrijk                                                                    |
| II                         | 1928 | Sankt Moritz, Zwitserland                                                     | Kulm Eisbahn                                                                  | 14–19 februari                                                                | 11                                                                            | 51                                                                            | 23                                                                            | 28                                                                            | 3                                                                             | Frankrijk Noorwegen Zweden                                                    |
| I                          | 1924 | Chamonix-Mont-Blanc, Frankrijk                                                | Stade Olympique de Chamonix                                                   | 29–-31 januari                                                                | 11                                                                            | 29                                                                            | 16                                                                            | 13                                                                            | 3                                                                             | Oostenrijk                                                                    |
| ↓ Olympische Zomerspelen ↓ |      |                                                                               |                                                                               |                                                                               |                                                                               |                                                                               |                                                                               |                                                                               |                                                                               |                                                                               |
| VII                        | 1920 | Antwerpen, België                                                             | Palais de Glace d'Anvers                                                      | 25–27 april                                                                   | 8                                                                             | 26                                                                            | 14                                                                            | 12                                                                            | 3                                                                             | Zweden                                                                        |
| IV                         | 1908 | Londen, Groot-Brittannië                                                      | Prince’s Skating Club                                                         | 28–29 oktober                                                                 | 6                                                                             | 21                                                                            | 14                                                                            | 7                                                                             | 4                                                                             | Groot-Brittannië                                                              |

## Onderdelen
| Onderdeel  | 08 | 20 | 24 | 28 | 32 | 36 | 48 | 52 | 56 | 60 | 64 | 68 | 72 | 76 | 80 | 84 | 88 | 92 | 94 | 98 | 02 | 06 | 10 | 14 | 18 | 22 | 26 | Totaal |
| ---------- | -- | -- | -- | -- | -- | -- | -- | -- | -- | -- | -- | -- | -- | -- | -- | -- | -- | -- | -- | -- | -- | -- | -- | -- | -- | -- | -- | ------ |
| Mannen     | •  | •  | •  | •  | •  | •  | •  | •  | •  | •  | •  | •  | •  | •  | •  | •  | •  | •  | •  | •  | •  | •  | •  | •  | •  | •  | •  | 27     |
| Vrouwen    | •  | •  | •  | •  | •  | •  | •  | •  | •  | •  | •  | •  | •  | •  | •  | •  | •  | •  | •  | •  | •  | •  | •  | •  | •  | •  | •  | 27     |
| Paren      | •  | •  | •  | •  | •  | •  | •  | •  | •  | •  | •  | •  | •  | •  | •  | •  | •  | •  | •  | •  | •  | •  | •  | •  | •  | •  | •  | 27     |
| IJsdansen  |    |    |    |    |    |    |    |    |    |    |    | d  |    | •  | •  | •  | •  | •  | •  | •  | •  | •  | •  | •  | •  | •  | •  | 14     |
| Landenteam |    |    |    |    |    |    |    |    |    |    |    |    |    |    |    |    |    |    |    |    |    |    |    | •  | •  | •  | •  | 4      |
| Totaal     | 4  | 3  | 3  | 3  | 3  | 3  | 3  | 3  | 3  | 3  | 3  | 3  | 3  | 4  | 4  | 4  | 4  | 4  | 4  | 4  | 4  | 4  | 4  | 5  | 5  | 5  | 5  | 100    |
| Mannen 1   | •  |    |    |    |    |    |    |    |    |    |    |    |    |    |    |    |    |    |    |    |    |    |    |    |    |    |    | 1      |

d = demonstratie onderdeel
• = medaille onderdeel
1In 1908 stonden er twee onderdelen voor de mannen op het programma, naast de individuele wedstrijd was er ook een competitie speciale figuren.

## Medaillewinnaars
Op de lijst van succesvolste medaillewinnaars op de Olympische Winterspelen staan vijf kunstschaatsers, zij wonnen ten minste drie gouden medailles in een van de vijf olympische toernooien.
| P | Olympiër                | Land | Jaren     | Goud | Zilver | Brons | T | Opmerkingen                   |
| - | ----------------------- | ---- | --------- | ---- | ------ | ----- | - | ----------------------------- |
| 1 | Tessa Virtue Scott Moir | CAN  | 2010-2018 | 3    | 2      | 0     | 5 | ijsdansen (3), landenteam (2) |
| 3 | Gillis Grafström        | SWE  | 1920-1932 | 3    | 1      | 0     | 4 | mannen (4)                    |
| 4 | Sonja Henie             | NOR  | 1928-1936 | 3    | 0      | 0     | 3 | vrouwen (3)                   |
| 5 | Irina Rodnina           | URS  | 1972-1980 | 3    | 0      | 0     | 3 | paren (3)                     |

Meervoudige medaillewinnaars
Medaillewinnaars met ten minste drie medailles in totaal.
| Olympiër                          | Land    | Jaren     | T | Goud | Zilver | Brons | Onderdeel                   |
| --------------------------------- | ------- | --------- | - | ---- | ------ | ----- | --------------------------- |
| Jevgeni Pljoesjtsjenko            | RUS     | 2002-2014 | 4 | 2    | 2      | 0     | mannen (3), landenteam (1)  |
| Artoer Dmitrijev                  | EUN RUS | 1992-1998 | 3 | 2    | 1      | 0     | paren (3)                   |
| Andrée Brunet-Joly Pierre Brunet  | FRA     | 1924-1932 | 3 | 2    | 0      | 1     | paren (3)                   |
| Patrick Chan                      | CAN     | 2014-2018 | 3 | 1    | 2      | 0     | mannen (1), landenteam (2)  |
| Marina Klimova Sergej Ponomarenko | URS EUN | 1984-1992 | 3 | 1    | 1      | 1     | ijsdansen (3)               |
| Meagan Duhamel Eric Radford       | CAN     | 2014-2018 | 3 | 1    | 1      | 1     | paren (1), landenteam (2)   |
| Kaetlyn Osmond                    | CAN     | 2014-2018 | 3 | 1    | 1      | 1     | vrouwen (1), landenteam (2) |
| Shen Xue Zhao Hongbo              | CHN     | 2002-2010 | 3 | 1    | 0      | 2     | paren (3)                   |
| Aliona Savchenko                  | GER     | 2010-2018 | 3 | 1    | 0      | 2     | paren (3)                   |

## Medaillespiegel
Tot en met de Olympische Winterspelen van 2018.
| Plaats | Land                           | NOC    | Goud | Zilver | Brons | Totaal |
| ------ | ------------------------------ | ------ | ---- | ------ | ----- | ------ |
| 1      | Verenigde Staten               | USA    | 15   | 16     | 20    | 51     |
| 2      | Rusland                        | RUS    | 15   | 9      | 3     | 27     |
| 3      | Sovjet-Unie                    | URS    | 10   | 9      | 5     | 24     |
| 4      | Oostenrijk                     | AUT    | 7    | 9      | 4     | 20     |
| 6      | Canada                         | CAN    | 6    | 11     | 12    | 29     |
| 7      | Groot-Brittannië               | GBR    | 5    | 3      | 7     | 15     |
| 8      | Zweden                         | SWE    | 5    | 3      | 2     | 10     |
| 9      | Duitsland                      | GER    | 4    | 2      | 3     | 9      |
| 10     | Frankrijk                      | FRA    | 3    | 3      | 7     | 13     |
| 11     | DDR                            | GDR    | 3    | 3      | 4     | 10     |
| 12     | Japan                          | JPN    | 3    | 3      | 1     | 7      |
| 13     | Noorwegen                      | NOR    | 3    | 2      | 1     | 6      |
| 14     | Gezamenlijk team               | EUN    | 3    | 1      | 1     | 5      |
| 15     | China                          | CHN    | 1    | 3      | 4     | 8      |
| 16     | Duits eenheidsteam             | EUA    | 1    | 2      | 0     | 3      |
| 16     | Nederland                      | NED    | 1    | 2      | 0     | 3      |
| 16     | Olympische atleten uit Rusland | OAR    | 1    | 2      | 0     | 3      |
| 19     | Tsjecho-Slowakije              | TCH    | 1    | 1      | 3     | 5      |
| 20     | Finland                        | FIN    | 1    | 1      | 0     | 2      |
| 20     | Zuid-Korea                     | KOR    | 1    | 1      | 0     | 2      |
| 22     | België                         | BEL    | 1    | 0      | 1     | 2      |
| 22     | Oekraïne                       | UKR    | 1    | 0      | 1     | 2      |
| 24     | Hongarije                      | HUN    | 0    | 2      | 4     | 6      |
| 25     | Zwitserland                    | SUI    | 0    | 2      | 1     | 3      |
| 26     | Bondsrepubliek Duitsland       | FRG    | 0    | 0      | 2     | 2      |
| 26     | Italië                         | ITA    | 0    | 0      | 2     | 2      |
| 28     | Spanje                         | ESP    | 0    | 0      | 1     | 1      |
| 28     | Kazachstan                     | KAZ    | 0    | 0      | 1     | 1      |
| Totaal | Totaal                         | Totaal | 91   | 90     | 90    | 271    |

Voor 1964 werden er twee zilveren en een bronzen toegekend bij het paarrijden.
In 2002 werden er twee gouden medailles bij het paarrijden toegekend en werd er geen zilveren medaille uitgereikt.

## Belgische- en Nederlandse deelnemers
Namens België namen vijf mannen, vijf vrouwen en vier paren een of meerdere keren deel. Het paar Micheline Lannoy / Pierre Baugniet veroverde in 1948 tot nu toe de enige gouden medaille voor België op de Winterspelen, in 1928 had Robert Van Zeebroeck de bronzen medaille veroverd. Kevin Van der Perren was in 2010 de eerste die voor de derde keer deelnam.
Namens Nederland namen alleen vijf vrouwen deel. Sjoukje Dijkstra, de enige die drie keer deelnam, veroverde in 1960 de zilveren medaille en in 1964 de gouden medaille. Dianne de Leeuw behaalde in 1976 middels de zilveren medaille de derde medaille voor Nederland binnen.
| Onderdeel | Olympiër(s)                              | Deelnames | Jaar van deelname (klassering) |
| België    | België                                   | België    | België                         |
| --------- | ---------------------------------------- | --------- | ------------------------------ |
| Paren     | Géraldine Herbos / Georges Wagemans      | 2         | 1920 (6), 1924 (5)             |
| Mannen    | Frederic A. Mesot                        | 1         | 1924 (9)                       |
| Mannen    | Robert Van Zeebroeck                     | 1         | 1928                           |
| Paren     | Josy Van Leberque / Robert Van Zeebroeck | 1         | 1928 (6)                       |
| Vrouwen   | Yvonne de Ligne                          | 2         | 1932 (6), 1936 (18)            |
| Vrouwen   | Liselotte Landbeck                       | 1         | 1936 (4)                       |
| Paren     | Louise Contamine / Robert Verdun         | 1         | 1936 (16)                      |
| Mannen    | Fernand Leemans                          | 1         | 1948 (11)                      |
| Paren     | Micheline Lannoy / Pierre Baugniet       | 1         | 1948                           |
| Vrouwen   | Katrien Pauwels                          | 2         | 1984 (16), 1988 (17)           |
| Mannen    | Kevin Van der Perren                     | 3         | 2002 (12), 2006 (9), 2010 (17) |
| Vrouwen   | Isabelle Pieman                          | 1         | 2010 (25)                      |
| Mannen    | Jorik Hendrickx                          | 2         | 2014 (16), 2018 (14)           |
| Vrouwen   | Loena Hendrickx                          | 1         | 2018 (20)                      |
| Nederland |                                          |           |                                |
| Vrouwen   | Alida Elizabeth Stoppelman               | 1         | 1952 (22)                      |
| Vrouwen   | Sjoukje Dijkstra                         | 3         | 1956 (12), 1960 , 1964         |
| Vrouwen   | Joan Haanappel                           | 2         | 1956 (13), 1960 (5)            |
| Vrouwen   | Dianne de Leeuw                          | 2         | 1972 (16), 1976                |
| Vrouwen   | Lindsay van Zundert                      | 1         | 2022 (18)                      |

Londen 1908 · 
Antwerpen 1920 · 
Chamonix 1924 · 
St. Moritz 1928 · 
Lake Placid 1932 · 
Garmisch-Partenkirchen 1936 · 
St. Moritz 1948 · 
Oslo 1952 · 
Cortina d'Ampezzo 1956 · 
Squaw Valley 1960 · 
Innsbruck 1964 · 
Grenoble 1968 · 
Sapporo 1972 · 
Innsbruck 1976 · 
Lake Placid 1980 · 
Sarajevo 1984 · 
Calgary 1988 · 
Albertville 1992 · 
Lillehammer 1994 · 
Nagano 1998 · 
Salt Lake City 2002 · 
Turijn 2006 · 
Vancouver 2010 · 
Sotsji 2014 · 
Pyeongchang 2018 · 
Peking 2022
Olympische medaillewinnaars
Olympische Zomerspelen
Olympische Winterspelen
Gerelateerd
Olympische Jeugdspelen · Paralympische Spelen · Deaflympische Spelen · Special Olympic World Games
IOC · COA · BOIC · NOC*NSF · NAOC · SOC